# Bilamperga-Peulh
Ne doit pas être confondu avec Bilamperga.
Bilamperga-Peulh est une localité située dans le département de Bilanga de la province de la Gnagna dans la région Est au Burkina Faso.

## Géographie
Bilamperga-Peulh est un village autonome de la communauté Peuls qui se distingue de Bilamperga.

## Santé et éducation
Le centre de soins le plus proche de Bilamperga-Peulh est le centre de santé et de promotion sociale (CSPS) de Bilanga.
L'école primaire publique se trouve à Bilamperga.